# Steven Kazlowski
Steven Kazlowski (?, 1969) est un photographe américain de paysages.

## Biographie
Kazlowski est un expert de la photographie de l'Arctique.

## Récompenses
- 2008 : prix Ansel-Adams.

## Livres
- Ice Bear: The Arctic World of Polar Bears, 2010, (ASIN B01FIWOX0M)
- Bear Country: North America's Grizzly, Black, and Polar Bears, 2013, (ASIN B00BOYFBPK)